# Исакогорский район
Исакогорский район — упразднённый район города Архангельска.
В 1928 году Президиум ВЦИК решил включить в городскую черту Архангельска Цигломень, Бакарицу, Исакогорку.
В 1929—1930 годах Исакогорский, Лисестровский и Ширшинский сельсоветы входили в состав Архангельского района Северного края.
Исакогорский район Архангельска был образован в 1932 году. Считался одним из крупнейших районов города.
В 1941 году посёлок при строительстве Архбума был отнесён к категории рабочих посёлков и получил название Ворошиловский. 
В 1952 году был упразднён Пролетарский район Архангельска.
В 1957 году посёлок Ворошиловский Исакогорского района города Архангельска был переименован в посёлок Первомайский.
В 1977 году посёлок городского типа Первомайский был выделен из состава Исакогорского района и Архангельска и, со статусом города областного подчинения, получил название Новодвинск.
В 1991 году, в соответствии с постановлением мэра г. Архангельска от 13 ноября 1991 года № 2 и решением Архангельского городского Совета депутатов от 15 ноября 1991 года № 88 «Об образовании территориальных городских округов», была произведена реорганизация структуры органов управления города, в результате которой ликвидировано деление на районы и образованы 9 территориальных округов. После упразднения Исакогорского района были образованы Исакогорский округ и Цигломенский округ.